# Església de Sant Pere de Sant Pere Pescador
L'Església parroquial de Sant Pere és una església que està situada al poble de Sant Pere Pescador a la comarca de l'Alt Empordà. Està situada a l'interior de l'antic recinte fortificat de la vila, davant la plaça de l'Església.
L'església actual fou construïda el 1682 sobre de la que era l'antiga església romànica.

## Descripció
Església d'una sola nau amb capelles laterals i capçalera poligonal. La nau està coberta amb volta de canó amb llunetes, dividida per diversos arcs torals que descansen damunt grans pilastres, adossades entre les capelles laterals. Aquestes últimes estan cobertes amb voltes de canó i es comuniquen amb la nau principal, mitjançant una successió d'arcs de mig punt. Les capelles estan decorades amb un cicle de pintures murals de caràcter popular, coetànies a la construcció del temple. A la part superior de les capelles hi ha una filada d'obertures de mig punt delimitades amb balustrada, a manera de trifori. L'absis, en canvi, està cobert amb volta de quart d'esfera i presenta dues finestres de mig punt, de doble esqueixada, amb dos contraforts exteriors que li donen suport. La sagristia està situada a la banda sud de l'absis i, al nord hi ha dues estances rectangulars més. Tant la sagristia com les estances adossades al nord es troben disposades a manera de creuer. Als peus de la nau hi ha una tribuna pel cor i, al seu costat, a l'angle sud-oest del temple, s'aixeca el campanar, de base quadrada i amb el cos superior octogonal. A la part superior presenta quatre estilitzades obertures d'arc de mig punt, construïdes amb rajols. El campanar està coronat per una estructura formada per dues arcades apuntades que s'entrellacen. Al mig s'hi col·locà una petita campana.
La façana del temple està orientada a ponent. Presenta una gran portalada rectangular, amb els brancals bastits amb carreus ben desbastats i la llinda plana i motllurada, emmarcada per dues columnes amb el basament quadrat i els capitells decorats d'estil corinti. Damunt la llinda hi ha un frontó ornamentat que emmarca una fornícula, amb la imatge del sant. Al centre del mur, damunt la porta, hi ha un rosetó.
Tant la façana com el campanar són bastits amb carreus de pedra ben escairats i lligats amb morter, mentre que la resta de l'edifici és fet de pedruscall i argamassa. Es poden veure els basaments de l'antiga església romànica; a l'exterior del temple, al costat nord.

## Història
L'antiga església de Sant Pere Pescador era romànica (segles XII-XIII) i ocupava el mateix emplaçament que l'actual, que fou construïda durant el segle xviii. D'aquest temple primitiu encara es conserven restes als fonaments de la banda de tramuntana de l'església actual.
La llicència per construir la nova església fou concedida el 20 de novembre de 1682 pel bisbe de la diòcesi al Consell General de la Universitat. Els cònsols i prohoms de la Universitat de Sant Pere signaren amb Antoni Riera, Francesc Pujol i Narcís Turró, escultor i mestres de cases respectivament per l'adjudicació de les obres que començaren vers nadal d'aquell any, previ enderrocament del temple romànic. El supervisor de les obres fou el rector de la parròquia mossèn Josep Feliu Batlle. Segons la documentació contractual els material que s'havien d'emprar havien de provenir de les pedreres de Vilamacolum. Les obres s'allargaren durant set anys i tingueren un cost de 7200 lliures barceloneses, pagament que s'abona als constructors durant vuit anys a raó de 900 lliures anuals, diners procedents del vintè de l'heretat d'en Serra, que afectava les collites d'ordi, mills, blat, canyes, civada, alls i cànem.
Posteriorment, vers l'any 1823 fou restaurada per Àngel Sellares. Durant els anys de la Guerra Civil (1936-39) l'església, com molts altres temples, fou saquejada i cremada, destruint tot l'arxiu parroquial, els ornaments religiosos, els mobles, l'orgue i tres retaules barrocs. De la mateixa manera es destruí el campanar, emprant les campanes per convertir-les en material de guerra.
Entre els anys 1989 i 1992, donat el mal estat de l'església i que la quantitat d'esquerdes que hi havia provocava cada vegada més filtracions, es va decidir endegar un projecte de rehabilitació sota la supervisió de l'arquitecte Luís Bayona i Prats. Es van substituir el cabirons de fusta per bigues de formigó armat i solera d'encadellat ceràmic per reparar l'estructura de l'edifici. També es va utilitzar formigó armat per poder lligar la coberta i cosir les arcades de totxo i les voltes de rajol, de tal manera que treballessin conjuntament els arcs antics i els nous. Igualment es va actuar sobre la coberta, col·locant teula àrab tot aprofitant les teules velles però posant-ne de noves a les canaleres i també refent la coberta del campanar i els arcs de pedra que sustenten la campana més alta. Per acabar, es restauraren les pintures de les capelles laterals i s'instal·là una nova il·luminació.